# 浮間
浮間（日语：／ Ukima */?）是東京都北區的町名。已實施住居表示。現行行政地名為浮間一丁目至五丁目。郵遞區號為115-0051。2013年（平成25年）11月1日為止的人口有22,454人。

## 地理
位於東京都北區西北端。北至荒川，南至新河岸川，不與北區本土相連。北邊荒川對岸為埼玉縣川口市，東鄰赤羽北，南邊新河岸川對岸為小豆澤，西接板橋區舟渡。
東西向的埼京線通過町域中央，東端與西端設有鐵路車站。北端的荒川沿岸是廣大的河岸綠地。町內也有許多利用水運的中小型工廠。。

## 歷史
1926年，此地從埼玉縣北足立郡橫曾根村（大字浮間）編入東京府北豐島郡岩淵町。浮間原來是在埼玉縣川口市與戶田市內的荒川左岸，但因荒川河道的改變，浮間與位於荒川左岸的舊橫曾根村（現川口市）分離，變成荒川右岸，連接舊岩淵町。

### 地名由來
古時此地宛如突出荒川的浮島而得名。過去曾是稱作「浮間原」的櫻草名所。現在此地已無櫻草。

## 交通

### 鐵路
- 東日本旅客鐵道（JR東日本）
  - 埼京線：北赤羽站（車站所在地為赤羽北）、浮間舟渡站

### 道路、橋梁
道路
- 東京都道447號赤羽西台線（日语：東京都道447号赤羽西台線）

橋梁
- 浮間橋
- 新河岸大橋
- 新河岸橋

## 設施
行政
- 北區役所赤羽根區民事務室浮間分室（浮間二丁目）
- 浮間水再生中心（浮間四丁目）

教育
- 北區立浮間小學校（浮間三丁目）
- 北區立西浮間小學校（浮間四丁目）
- 北區立浮間中學校（浮間四丁目）

公園
- 荒川河川敷綠地（浮間一、二丁目）
- 浮間公園（日语：浮間公園）（浮間二丁目）

## 備註
1. ↑  人口統計表（平成25年11月1日現在）｜東京都北区 的存檔，存档日期2013-11-13.
2. ↑   (PDF).   [2011-06-10]. （原始内容 (pdf)存档于2013-10-20）.

35°47′25″N 139°41′56″E / 35.79028°N 139.69889°E